# قطعنامه ۱۱۴۷ شورای امنیت
قطعنامه ۱۱۴۷ شورای امنیت سازمان ملل متحد که در تاریخ ۱۳ ژانویه ۱۹۹۸ تصویب شد، سندی بین‌المللی دربارهٔ بررسی وضعیت در کرواسی است. این قطعنامه طی نشست ۳۸۴۷ام با ۱۵ رای موافق، ۰ مخالف و ۰ ممتنع تصویب شد.